# Aaron Staton
Aaron Staton (Huntington, 2 augustus 1980) is een Amerikaans acteur.

## Biografie
Aaron Staton werd in 1980 in Huntington (West Virginia) geboren. Op negenjarige leeftijd verhuisde hij met zijn moeder naar Jacksonville (Florida). In 2004 studeerde hij af aan Carnegie Mellon University (CMU), waar hij een acteeropleiding volgde. Na zijn studies verhuisde hij naar New York.

## Carrière
Midden jaren 2000 begon Staton aan zijn acteercarrière met kleine bijrollen in films en series als Law & Order: Special Victims Unit (2005) en The Nanny Diaries (2007). Daarnaast sloot hij zich ook aan bij de Manhattan Theatre Club. In maart 2006 deed hij auditie voor de rol van Pete Campbell in de AMC-serie Mad Men (2007–2015). Hij kreeg uiteindelijk de rol van Ken Cosgrove. Staton werkte aan 92 afleveringen van de serie mee en won samen met de rest van de cast twee Screen Actors Guild Awards.
In 2011 vertolkte Staton het hoofdpersonage Cole Phelps in de videogame L.A. Noire. Om zijn gelaatsuitdrukkingen voor het videogamepersonage te registeren werd gebruikgemaakt van de technologie MotionScan, een alternatieve vorm van motion capture. 
In de daaropvolgende jaren bleef hij hoofdzakelijk bijrollen vertolken in televisieseries. Zo werkte hij mee aan onder meer Ray Donovan (2015–2016), Narcos: Mexico (2018) en Unbelievable (2019).

## Filmografie

### Film
- Descent (2007)
- I Believe in America (2007)
- The Nanny Diaries (2007)
- One Night (2007)
- August Rush (2007)
- Lost Revolution (2011)
- Preservation (2014)
- Alex & The List (2017)

### Televisie
- Law & Order: Special Victims Unit (2005) (1 aflevering)
- 7th Heaven (2006) (3 afleveringen)
- Without a Trace (2007) (1 aflevering)
- Mad Men (2007–2015) (92 afleveringen)
- Imaginary Bitches (2008) (1 aflevering)
- The Good Wife (2011) (2 afleveringen)
- Newsreaders (2013) (1 aflevering)
- Person of Interest (2013) (1 aflevering)
- Ray Donovan (2015–2016) (9 afleveringen)
- My Mother and Other Strangers (2015–2016) (5 afleveringen)
- Girlfriends' Guide to Divorce (2015–2016) (12 afleveringen)
- For the People (2018) (1 aflevering)
- Narcos: Mexico (2018) (10 afleveringen)
- God Friended Me (2018) (1 aflevering)
- Unbelievable (2019) (2 afleveringen)
- Castle Rock (2018–2019) (7 afleveringen)